# Heinrich Stollwerck

Heinrich Stollwerck 1910

Heinrich Stollwerck (* 27. Oktober 1843 in Köln; † 9. Mai 1915 in Köln) war ein Kölner Unternehmer, Produzent von Schokolade und Bonbons und Mitbegründer des Weltunternehmens Gebrüder Stollwerck AG.

## Werdegang
Heinrich Stollwerck war das dritte Kind von Franz Stollwerck (1815–1876) und seiner Frau Anna Sophia, geb. Müller (1819–1888). Er wuchs im Haus der Familie in Köln, Am Bayen, auf. Als der Vater Heinrichs mathematisch-technisches Talent erkannte, sandte er den Sohn zur Ausbildung auf ein Internat nach Paris. Nach Beendigung seiner Studienjahre begannen Heinrichs Lehrjahre in der väterlichen Fabrik und bei Geißler in Düsseldorf. 1863 leistete er sein Einjährigen-Jahr im Infanterieregiment 19 ab, an dessen Ende er zum Unteroffizier befördert wurde.
Es kam zum Streit mit dem Vater, weil Heinrich weiter studieren wollte, der Vater wollte den Sohn jedoch in der Fabrik sehen. Sein älterer Bruder Albert Nikolaus (1840–1883) stellte ihm schließlich die finanziellen Mittel für die weitere Ausbildung bereit. Nach Absolvierung von Volontärzeiten in Paris und in der Schokoladenfabrik Reese & Wichmann in Hamburg trat Heinrich 1868 gemeinsam mit seinen älteren Brüdern Albert Nikolaus und Peter-Joseph (1842–1906) als Teilhaber in die väterliche Firma ein, die in Franz Stollwerck & Söhne umbenannt wurde. Der Vater übertrug ihm die Betriebsleitung der neuen Fabrik (Adresse Hohe Straße 9).
1869 installierte er die erste von ihm gebaute Dampfheizung in der Fabrik, verbesserte die Riemengetriebe zahlreicher Maschinen und nahm erste selbst konstruierte Maschinen in Betrieb. 1870 brach der Deutsch-Französische Krieg aus und Heinrich Stollwerck wurde mit seinen älteren Brüdern zum Rheinischen Infanterieregiment 69 einberufen. Heinrich wurde nach der Schlacht bei Gravelotte zur Karthause nach Koblenz abkommandiert, um als Französisch sprechender Secondleutnant die französischen Kriegsgefangenen zu überwachen. Er ließ seine Familie nach Koblenz kommen und wohnte bis zum Friedensschluss in der Koblenzer Schlossstraße Nr. 31.
Aus dem Krieg zurückgekehrt, musste Heinrich enttäuscht feststellen, dass sein Vater viele seiner Maschinen wieder außer Betrieb gesetzt hatte. 1871 kaufte er gemeinsam mit seinen älteren Brüdern das Grundstück Corneliusstraße 12 im Kölner Süden. Die Brüder trennten sich im Streit vom Vater und gründeten ihre eigene Firma Gebrüder Stollwerck, die am 1. Januar 1872 als offene Handelsgesellschaft ins Kölner Handelsregister eingetragen wurde und der einige Jahre später auch die jüngeren Brüder Ludwig Stollwerck und Carl Stollwerck beitraten.

Stollwerck-Fünfwalzenwerk von 1873

Heinrich verwaltete anfangs Lager und Expedition, wandte sich mit seinem technischen Talent später den Maschinen und Bautätigkeiten zu. Ab 1872 nahm er nahezu jährlich eine neue Dampfmaschine in Betrieb, deren Antriebskraft sich in 10 Jahren auf über 500 PS steigerte. Er entwickelte neue Maschinen und erhielt 1873 sein erstes Patent auf seine Erfindung eines Walzenstuhls mit 5 Walzen, wodurch die Kapazitäten der Schokoladeproduktion vervielfacht und die Qualität der Schokoladenmasse drastisch gesteigert wurden. Aufgrund seiner französischen Arbeitserfahrungen maß er „seine“ Maschinen an den französischen Objekten: sein Walzenstuhl hatte 5 vertikale Walzen, während die Franzosen „nur“ 3 Walzen hatten. „Seine“ Mischmaschine produzierte täglich 40 Zentner Schokolade, während die französischen nur 5 Zentner hergaben.
1875 nahm er eine neue selbst konstruierte Röstmaschine für Kakao in Betrieb, die er ständig weiter verbesserte und wofür er 1894 das Patent 308/529 erhielt. 1877 hatten die Gebr. Stollwerck 70 seiner neuen Maschinen in Betrieb. Sein ewiges Ärgernis war der Kesselstein, der sich im Betrieb der Dampfmaschinen bildete. Zur Reinigung mussten die Dampfmaschinen für Tage außer Betrieb genommen werden. Er entwickelte ein neues Verfahren zur Bekämpfung des Kesselsteins, das 1882 als D.R. Patent Nr. 22554 geschützt wurde. Inzwischen hatte er auf dem Firmengelände eine „Speiseanstalt“ mit Erholungsräumen und Bädern erbaut, die Stollwerck'schen Kranken-, Unterstützungs- und Unfallkassen, den Stollwerck-Gesangverein Theobromina und den Invaliden- und Hilfsfonds gegründet, dessen Stiftungskapital bis 1914 auf eine Million Mark wuchs.

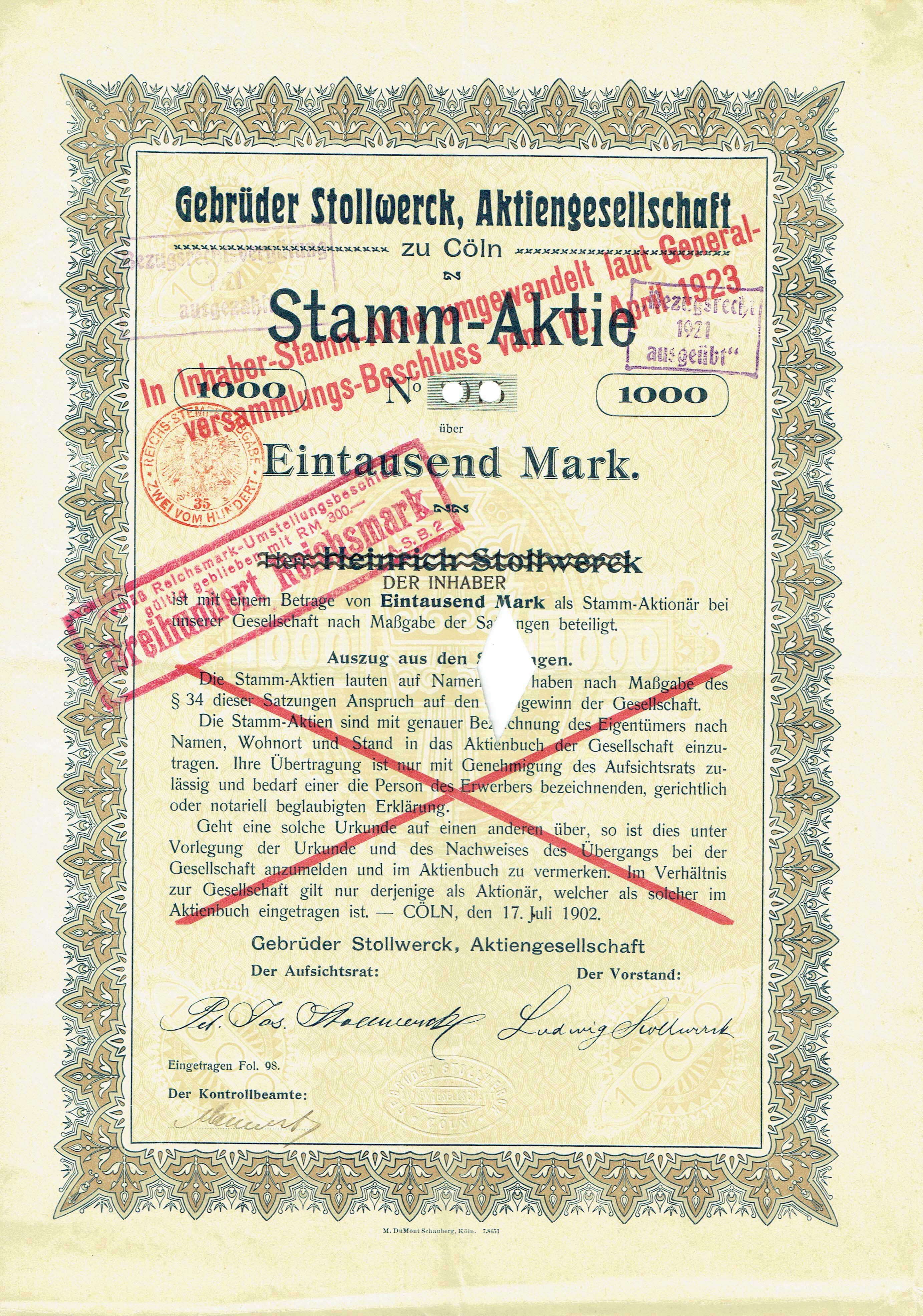
Namensaktie über 1000 Mark der Gebrüder Stollwerck AG vom 17. Juli 1902, ausgestellt auf Heinrich Stollwerck

Im Jahr 1885 erhielt Stollwerck auf der Erfinderausstellung in London die einzige Preismedaille für Maschinen der Schokoladentechnik. 1886 eröffnete Heinrich Stollwerck im Kölner Severinsviertel auf erweitertem Stollwerck-Firmengelände die Stollwerck-Maschinenfabrik, wo die von ihm konstruierten Gebrauchsmaschinen produziert wurden. Die Maschinen waren Verkaufsschlager, wurden in ganz Europa, später sogar in die USA verkauft und hatten einen großen Anteil am Umsatz und Gewinn des Unternehmens. Im gleichen Jahr nahm er den größten Dampfkessel Europas mit 780 m² Heizfläche in Betrieb, der später ebenfalls patentiert wurde. Heinrich Stollwerck ließ nun auch in Alt-Berlin ein neues Zweigwerk Gebr. Stollwerck errichten, das 1899 eröffnet werden konnte, und erweiterte 1912 das Kölner Fabrikgelände der Gebr. Stollwerck AG um weitere Neubauten in der Zwirner Straße.
Da Heinrich Stollwerck die soziale Verantwortung als Unternehmer sehr ernst nahm, erbaute er 1900 an der Bonner Straße in Köln sechs Doppelhäuser im Landhausstil, die er „Heimstätte Frieden“ nannte. Hier fanden verdiente Stollwerck-Arbeiter für eine Minimalmiete Wohnung. Heinrichs Hilfsbereitschaft und Großzügigkeit trug ihm die Hochschätzung seiner Mitarbeiter ein. Er förderte die Kriegsgräber-Fürsorge, zahlreiche weitere Sozialeinrichtungen für Soldaten und verschaffte vielen Kriegskameraden Arbeit in den Fabriken. Heinrichs „Heinzelmännchen-Gaben“ waren ebenso berühmt: sie bestanden aus 20-Mark-Scheinen, die sich bei Bedürftigen oder Notleidenden auf dem Fensterbrett oder im Briefkasten fanden. In seinem Büro musste immer ein beträchtlicher Vorrat an Fünfmarkstücken bereitliegen, die er bei seinen Gängen durch die Fabriken, aber auch auf Spaziergängen verteilte.
Als großer Verehrer des Reichskanzlers Otto von Bismarck finanzierte Heinrich Stollwerck 1902 den Bau des Kölner Bismarckturms und ließ in unmittelbarer Nachbarschaft in Köln-Marienburg, am Bayenthalgürtel 2 innerhalb der Villenkolonie Köln-Marienburg, seine Villa errichten, die er „Bismarckburg“ nannte. Das im Stil einer Burg erbaute Haus wurde 1936 abgerissen.

## Familie
Im Jahr 1868 heiratete Heinrich Stollwerck seine Kindheitsfreundin Apollonia Krusius. Aus der Ehe gingen sechs Kinder hervor: Bertha (1869–1953), Sophie (1870–1952), Albert Nikolaus (1872–1929), Maria (1874–1957), Heinrich (1876–1919) und Franz (1877–1955).
Im Jahr 1899 wurden ihm und seinem Bruder Peter-Joseph vom Wiener Hof die Titel des K.u.K. Hoflieferanten verliehen. Kaiser Wilhelm II. ernannte ihn 1907 zum Kommerzienrat.
Heinrich Stollwerck starb am 9. Mai 1915 an den Folgen eines Unfalls nach der Explosion eines Fondantkessels in der Fabrikation.